# Франческо Фердинандо д'Авалос
Франческо Фердинандо д'Авалос (на италиански: Francesco Fernando d’Avalos d’Aquino d’Aragona; Ferrante Francesco d’Avalos d’Aquino d’Aragona; * август 1530 в Иския; † 31 юли 1571 в Палермо) е губернатор на Хецогство Милано (1560 – 1563) и вицекрал на Сицилия (1568 – 1571). Той е от италианската фамиллия д'Авалос, дошла от Испания.
Той е син на Алфонсо д’Авалос (1502 – 1546), 3. маркиз дел Васто, 3. маркиз ди Пескара, Гранде на Испания, и съпругата му Мария д’Арагона (1503 – 1568), дъщеря на Фердинандо д’Арагона († 1542), дука ди Монталто, който е извънбрачен син на крал Фердинанд I от Неапол (упр. 1458 – 1494).
Франческо Фердинандо е принц Франкавила, принц ди Монтесарчио, 4. маркиз на Васто, 4. маркиз на Пескара, граф на Монтеодорисио, Гранд на Испания, кралски оберсткемерер на Неапол и рицар на ордена на златното руно.
Той е доверено лице на испанския крал Филип II, който го номинира за свой представител при църковния събор в Тренто (1545 – 1563). От 1560 до 1563 г. Франческо Фердинандо е губернатор на Херцогство Милано. Баща му има същата служба още от 1536 до 1546 г. На 11 април 1568 г. той е номиниран за вицекрал на Сицилия след Карло де Арагон. Франческо Фердинандо е на тази служба до смъртта си през 1571 г.

## Фамилия
Франческо Фердинандо д'Авалос се жени през декември 1554 г. за Изабела Гонзага от Херцогство Мантуа и Маркграфство Монферат (1537 – 1579), дъщеря на херцог Федерико II Гонзага (1500 – 1540) и Маргарита Палеологина (1510 – 1556). Тя е от последната византийска императорска фамилия Палеолози.  Те имат две деца:
- Алфонсо Феличе д’Авалос д'Аквино д'Арагона (1564 – 1593), принц на Франкавила, женен 1583 за Лавиния Дела Ровере (1558 – 1632), принцеса от Урбино
- Томасо д'Авалос д'Аквино д'Арагона († 1622), граф на Кастелучо (в провинция Потенца регион Базиликата), титолар патриар на Антиохия (1611 – 1622).